# Luka Repanšek
Luka Repanšek, slovenski jezikoslovec, filolog, primerjalni jezikoslovec, indo-iranist, sanskrtist, keltolog, univerzitetni izredni profesor * 6. december 1987, Ljubljana.

## Življenje in delo
Na Filozofski fakulteti Univerze v Ljubljani je leta 2011 diplomiral iz primerjalnega indoevropskega jezikoslovja ter anglistike z diplomskima nalogama Odrazi laringalov v keltščini, za drugo pa Old English in the Context of North-Sea Germanic.
V študijskem letu 2011/2012 se je kot štipendist Sklada Republike Slovenije za razvoj kadrov in štipendije izobraževal v okviru podiplomskega študija keltistike na Univerzi v Aberystwythu (Prifysgol Aberystwyth) in ga končal z magistrsko nalogo The Historical Morphology of Primary u-Stems in Celtic (Zgodovinsko oblikoslovje primarnih ujevskih osnov v keltščini).
V študijskem letu 2012/2013 se je vpisal na doktorski študij zgodovinskega jezikoslovja na Oddelku za primerjalno in splošno jezikoslovje Filozofske fakultete pod mentorstvom Metke Furlan. Od konca leta 2012 do februarja 2015 je bil kot mladi raziskovalec zaposlen na Inštitutu za slovenski jezik Frana Ramovša ZRC SAZU.
Februarja 2015 je na Filozofski fakulteti Univerze v Ljubljani doktoriral z nalogo Keltski prežitki v slovenskem toponomastičnem fondu: prispevek k metodologiji raziskovanja. Za doktorsko disertacijo je prejel nagrado mednarodnega združenja Indogermanische Gesellschaft (2015) za najboljšo doktorsko disertacijo na področju indoevropskega primerjalnega jezikoslovja na svetu in Srebrni znak ZRC SAZU (2017) za najbolj odmeven doktorat s področja humanistike in družboslovja.
Na Oddelku za primerjalno in splošno jezikoslovje Filozofske fakultete Univerze v Ljubljani poučuje več predmetov: staro indijščino (sanskrt) I in II, vedsko himniko, historično fonetiko indoevropskih jezikov I in II, izbrana poglavja iz indoevropskega primerjalnega jezikoslovja, nominalno in pronominalno morfologijo indoevropskih jezikov, avestijščino, staro perzijščino, gotščino, staro nordijščino, staro angleščino, staro irščino ter verbalno morfologijo indoevropskih jezikov. Ob tem vodi Krožek študentov indo-iranistike in Sanskrtsko gledališče.
Kot gostujoči predavatelj je deloval na rimski univerzi La Sapienza (Uvod v indoevropsko primerjalno jezikoslovje in zgodovino italskih jezikov, Primerjalna slovnica staroiranskih jezikov) in na Oddelku za indologijo Univerze v Zagrebu (Vedska književnost).
Njegovo raziskovalno področje je usmerjeno v primerjalno slovnico indoevropskih jezikov, s poudarkom na indo-iranskih, keltskih in germanskih jezikih ter v preučevanje reliktno izpričanih in onomastičnih indoevropskih jezikov.

## Jeziki
Predava in preučuje več starih indoevropskih jezikov ter iz njih prevaja. Med njimi iz sanskrta (stara indijščina), staroindijskih prakrtov, stare perzijščine, avestijščine, gotščine, stare angleščine in stare irščine.

## Priznanja in nagrade
- Zoisova štipendija; Slovenija; leta 2002-2011
- Univerzitetna Prešernova nagrada za študente; Univerza v Ljubljani; leta 2011
- Štipendija Sklada Republike Slovenije za razvoj kadrov in štipendije (Štipendije za študij slovenskih državljanov v tujini, 105. JR); leta 2011-2012
- Nagrada Gwobr Thomas ac Elisabeth Evans mewn Gwyddeleg (Nagrada Thomasa in Elisabeth Evans za študijske dosežke pri irščini) iz Oddelka za kimrijščino Univerze v Aberystwythu/Prifysgol Aberystwyth; Aberystwyth, Wales, Združeno kraljestvo Velike Britanije in Severne Irske; leta 2012
- Nagrada Faculty of Arts Taught Masters Prize (Nagrada Filozofske fakultete Univerze v Aberystwythu za najboljši magisterij) Aberystwyth University/Prifysgol Aberystwyth; Aberystwyth, Wales, Združeno kraljestvo Velike Britanije in Severne Irske; leta 2012
- Nagrada združenja Indogermanische Gesellschaft/Society for Indo-European Studies/Société des études indo-europeénnes (Mednarodno združenje za indoevropsko primerjalno jezikoslovje) za najboljšo doktorsko disertacijo na področju indoevropskega primerjalnega jezikoslovja na svetu za leto 2015; leta 2015
- Nagrada Srebrni znak ZRC SAZU za najbolj odmeven doktorat na področju humanistike in družboslovja za leto 2017; leta 2018
- Nagrada Študentskega sveta FF UL za nadpovprečno pedagoško delo za leto 2019/2020; Filozofska fakulteta Univerze v Ljubljani; leta 2020
- Svečana listina Univerze v Ljubljani mladim visokošolskim učiteljem za izjemne raziskovalne in pedagoške dosežke; leta 2021
- Priznanje Republike Indije za pomemben prispevek k izobraževanju na področju sanskrta; leta 2022
- Priznanje Filozofske fakultete za delo na projektu Leto jezikov; leta 2023
- Nagrada Univerze v Ljubljani za najodličnejši raziskovalni dosežek za soavtorstvo pri monografiji Zgodovina slovenskega literarnega prevoda; leta 2023